# Pedro Fernández Manrique (cardenal)
Pedro Fernández Manrique (Aguilar de Campoo, ca. 1500 - Roma, 7 de octubre de 1540), cardenal y obispo español.

## Biografía
Hijo de Luis Fernández Manrique, II marqués de Aguilar de Campoó, y de Ana Pimentel, que fue hija de Pedro Pimentel y Quiñones, señor de Tábara, Gordoncillo, Retuerta, Alija, La Nora, Genestacio y de la mitad de la Puebla de Sanabria, y de Inés Enríquez de Guzmán.  Tuvo dos hermanos varones (Juan, que fue virrey de Cataluña, y Alonso, militar) y cinco hermanas (Inés, Ana, Catalina, Luisa y María).
Estudió en la Universidad de Salamanca y en 1525 fue nombrado maestrescuela del cabildo catedralicio de Salamanca. En 1530 el rey Carlos I lo nombra capellán de Toledo y seis meses más tarde, en junio de 1530, obispo de Canarias. En diciembre de ese mismo año pasa a la sede de Ciudad Rodrigo y en 1537 a la de Córdoba.
Fue nombrado cardenal presbítero en el consistorio de diciembre de 1538 por el papa Pablo III; en mayo de 1540 recibió el título de San Juan y San Pablo.
Murió de peste en Roma, el 7 de octubre de 1540.  Su cuerpo, depositado provisionalmente en la iglesia de Santa María de Aracoeli, fue posteriormente trasladado a España. 
| Predecesor: Luis Cabeza de Vaca           | Obispo de Canarias 1530 – 1530       | Sucesor: Juan de Salamanca, O.P.         |
| Predecesor: Gonzalo Maldonado             | Obispo de Ciudad Rodrigo 1530 – 1537 | Sucesor: Pedro Pacheco Ladrón de Guevara |
| Predecesor: Juan Álvarez y Alva de Toledo | Obispo de Córdoba 1537 – 1540        | Sucesor: Leopoldo de Austria             |